# São Pedro da Serra (Nova Friburgo)
São Pedro da Serra é o sétimo distrito do município de Nova Friburgo, na região serrana do estado do Rio de Janeiro, contando com uma população fixa de 4 mil habitantes, e grande população flutuante nos finais de semana e férias, devido às suas belezas naturais, estando a localidade situada em área de Mata Atlântica. Situa-se a 34 km do centro de Nova Friburgo e aproximadamente 170 quilômetros do Rio de Janeiro.
O acesso a São Pedro da Serra é asfaltado mas em péssimo  estado de conservação.
A partir do Rio de Janeiro pode-se chegar seguindo pela Ponte Rio-Niterói, e, em Itaboraí pegar em direção a Nova Friburgo ou seguir pela Rio-Petrópolis, entrar na Rio-Teresópolis, e, em Parada Modelo (Guapimirim) entrar a direita em direção a Cachoeiras de Macacu. Estes caminhos se juntam em Cachoeiras de Macacu, onde começa a serra que leva a Nova Friburgo.
A segunda opção (por Guapimirim) é pouca coisa mais longa, mas, além de a estrada estar em excelentes condições e ser bonita de apreciar, permite fugir do risco de engarrafamentos, tão frequentes na Ponte Rio-Niterói.
Ao acabar de subir a serra, chega-se em Mury, distrito de Nova Friburgo, onde, bem no centro comercial existe uma entrada a direita que leva a São Pedro da Serra (25 km).
Quem vem da região litorânea (Búzios, Cabo Frio, Macaé, Rio da Ostras, etc.) ao sair da BR 101 em Casimiro de Abreu sobe pela Estrada Serramar 40 km e chega em Lumiar, passagem obrigatória para São Pedro da Serra.
Vá devagar a estrada é muito sinuosa, com curvas muito fechadas e sem acostamento. Um pontilhão numa descida ao final de uma curva, com passagem para apenas um veículo. Aprecie a exuberância da natureza naquela região, qualquer que seja o caminho que escolher. Uma das maiores coberturas do país de Mata Atlântica, os rios, em especial o Macaé, descendo as serras fazem do passeio algo estimulante e uma prévia de luxo para o que vai encontrar por lá.
Seu distrito é composto pelas vilas de : Benfica, Sibéria, Bocaina dos Blaudts,  Bocaina dos Mafort, Tapera, Vargem Alta, Colonial 61, Ribeirão do Capitão e Cachoeira. 
É vizinha do Distrito de Lumiar, e dos povoados de Benfica,Boa Esperança, Santo Antônio de Barra Alegre e à localidade de Vargem Alta.

## Turismo
O distrito descobriu que possui vocação turística, o que vem permitindo o desenvolvimento de uma estrutura de serviços específicos, valorizando a gastronomia, o artesanato local e os meios de hospedagem disponibilizados.
É considerado um ótimo local para caminhadas e passeios a cavalo junto à natureza exuberante.
A Vila, situada a mais ou menos 850 m acima do nível do mar, conta com uma rede de mais de 20 pousadas para todos os gostos.
Restaurantes fornecem uma grande variedade de opções de iguarias preparadas com grande esmero pelos comerciantes locais.
As noites de São Pedro da Serra são vibrantes e com várias opções de bares e música ao vivo à vontade.